# Perdita labrata
Perdita labrata är en biart som beskrevs av Timberlake 1962. Perdita labrata ingår i släktet Perdita och familjen grävbin. Inga underarter finns listade i Catalogue of Life.